# Ави Беньямин
Ави Беньямин (Ави Беньяминович Недзвецкий; 29 марта 1959, Таллин) — израильский композитор.

## Биография
Ави Беньямин (Ави Беньяминович Недзвецкий) родился в Таллине. Дед Ави Яков работал кантором в синагоге в городе Тарту до Второй Мировой войны. Отец — Беньямин Недзвецкий был профессором кафедры психологии, мать Эдит — врачом.

## Образование
С четырёх лет начал обучаться музыке, в 15 лет поступил в таллинское музыкальное училище по классу фортепиано (класс Р. С. Гозной). Продолжил обучение в Эстонской музыкальной академии (класс Т. Нахкура и профессора Бруно Лукка), которую окончил в 1985 году.
Во время учёбы работал пианистом в эстрадном оркестре эстонского Гостелерадио.
После окончания учёбы поступил на работу в ГРДТ (Гос. Рус. Драм. Театр г. Таллинн) в качестве музыкального руководителя. Параллельно продолжал учёбу в музыкальной академии по классу композиции у проф. Яна Ряэтса

## Творческая биография
Ави Биньямин написал музыку более чем к 100 драматическим спектаклям. Начал сотрудничать с театром ещё будучи студентом Эстонской Музыкальной академии.
В 1984—1988 гг. работал музыкальным руководителем Русского государственного драматического театра в Таллине.
В 1988—1989 гг. — заведующий музыкальной части московского театра «Эрмитаж».
В 1989 году там был поставлен популярный музыкальный спектакль «Путешествие Вениамина III в Святую Землю» по повести Менделя Мохер Сфарим. (Реж. Николай Шейко).Ави Биньямин был композитором и музыкальным руководителем этого спектакля.
В конце 1980-х годов сотрудничал также с московским театром ТЮЗом, где вышел под его музыкальным руководством вышел мюзикл «Гуд бай, Америка». (реж. Г. Яновская)..
В 1988 году стал одним из основателей ставшей в будущем культовой рок-группы «Не ждали».
В 1991 году Беньямин репатриировался в Израиль и почти сразу присоединился к творческому коллективу театра «Гешер» в качестве композитора и музыкального руководителя.
Беньямин написал музыку почти ко всем спектаклям «Гешера», среди которых: «Розенкранц и Гильденстерн мертвы», «Адам бен Келев», «Деревушка», «Идиот», «Тартюф», мьюзикл «Дьявол в Москве» — мюзикл по роману Булгакова «Мастер и Маргарита».
Сотрудничал с театром Идишпиль. Среди спектаклей, композитором которых был Ави Биньямин: «Гебиртиг» (о поэте Мордехае Гебиртиге, 2000), «Поздняя любовь» (по роману Исаака Башевиса Зингера, реж. — Адольф Шапиро).
В течение своей деятельности в Израиле Ави Беньямин написал музыку более чем к 50 фильмам. Среди них художественный фильм года на премии «Офир», а также популярный телесериал «Ваша Честь».

## Премии
В 1997 году Беньямин получил премию им. Меира Маргалита (присуждается за достижения в театральном искусстве) в номинации «Музыка театра».
В 2000 году он стал лауреатом израильской театральной премии Эситаж в номинации «Композитор года» за музыку к спектаклю «Дьявол в Москве».
В 2006/7 году получил премию Эситаж в номинации «Композитор года» за музыку к спектаклю «Краски на песке» (Театр Орны Порат, Тель Авив).
В 2015—2016 Беньямин жил и работал в Париже в Cite Internationale des Arts как участник международной программы арт резиденции.

## Сольная карьера
В 2002 году лейбл AOC выпустил два компакт-диска «The Gesher Music», с музыкой, написаной Ави Беньямином для спектаклей в театре «Гешер» (1991—2001)
В 2003 году вышел альбом «Раб» с музыкой из одноимённого спектакля театра Гешер, по мотивам романа И. Б. Зингера
В 2003 состоялась премьера симфонии/сюиты Беньямина в исполнении симфонического оркестра «Симфонетта Раанана» под управлением Льва Горелика.
В 2005 году Ави Беньямин участвовал в качестве композитора и руководителя в международном проекте «Beethoven enter» (Германия Moser Production Bonn).
В 2012 году Беньямин представил созданный им вместе с звукорежиссёром Михаэлем Вайсбурдом мультимедийный проект «Саундтреки к несуществующим фильмам». Обновленная версия этого проекта ожидается в 2023 году.
С 2016 года Ави Беньямин сосредотачивается в основном на сольной карьере. Ведёт активную концертную деятельность, играет на фортепьяно, а также на терменвоксе.
Основал «Avi Benjamin Trio» совместно с Игорем Мамоновым и Элиягу Саравайским, которое выступает с проектами «Вавилон» и «Термен. Музыкант, изобретатель и шпион».
Преподает в Тель-Авивском университете, ведёт курс «Музыка к фильмам».
С 2021 года сотрудничает с муниципалитетом Тель-Авива и руководит совместными музыкальными, художественными и образовательными проектами
Продолжает активно сотрудничать с израильским кинематографом и театром. Среди последних работ в театре — музыка к спектаклю театра Гешер «Невеста и ловец бабочек» Нисима Алони, исполняемая симфоническим оркестром Раананы во время спектакля в театре Гешер. Среди последних работ в кино — музыка к успешному телесериалу «Ваше честь».

## Личная жизнь
Супруга — Евгения Додина — актриса театра и кино.
Отец двоих детей.